# Ümit Akdağ
Ümit Akdağ (Bucarest, 6 ottobre 2003) è un calciatore rumeno, difensore del Tolosa in prestito dall'Alanyaspor.

## Biografia
È nato in Romania da genitori turchi.

## Carriera

### Club
Akdağ è cresciuto nelle giovanili di Steaua Bucarest, Chelsea ed Alanyaspor, club con cui ha iniziato la carriera professionistica nel 2023, debuttando il 3 giugnonell'incontro di Süper Lig perso 5-1 contro il Trabzonspor.
Il 28 luglio seguente è stato ceduto in prestito al Göztepe, con cui ha segnato il suo primo gol in carriera il 21 ottobre nell'incontro di TFF 1. Lig vinto 3-0 contro il Şanlıurfaspor.
Il 23 agosto 2024 è passato in prestito al Tolosa.

### Nazionale
Ha giocato nella nazionale rumena Under-21.

## Statistiche

### Presenze e reti nei club
Statistiche aggiornate al 20 ottobre 2024.
| Stagione        | Squadra         | Campionato      | Campionato | Campionato | Coppe nazionali | Coppe nazionali | Coppe nazionali | Coppe continentali | Coppe continentali | Coppe continentali | Altre coppe | Altre coppe | Altre coppe | Totale | Totale | Totale |
| Stagione        | Squadra         | Comp            | Pres       | Reti       | Comp            | Pres            | Reti            | Comp               | Pres               | Reti               | Comp        | Pres        | Reti        | Pres   | Reti   |        |
| --------------- | --------------- | --------------- | ---------- | ---------- | --------------- | --------------- | --------------- | ------------------ | ------------------ | ------------------ | ----------- | ----------- | ----------- | ------ | ------ | ------ |
| 2022-2023       | Alanyaspor      | SL              | 1          | 0          | CT              | 0               | 0               | -                  | -                  | -                  | -           | -           | -           | 1      | 0      |        |
| 2023-2024       | Göztepe         | 1L              | 25         | 3          | CT              | 2               | 0               | -                  | -                  | -                  | -           | -           | -           | 27     | 3      |        |
| 2024-2025       | Tolosa          | L1              | 4          | 0          | CF              | 0               | 0               | -                  | -                  | -                  | -           | -           | -           | 4      | 0      |        |
| Totale carriera | Totale carriera | Totale carriera | 30         | 3          |                 | 2               | 0               |                    | -                  | -                  |             | -           | -           | 32     | 3      |        |